# Cantuaria marplesi
Espèce
Synonymes
- Arbanitis marplesi Todd, 1945

Cantuaria marplesi est une espèce d'araignées mygalomorphes de la famille des Idiopidae.

## Distribution
Cette espèce est endémique de Nouvelle-Zélande. Elle a été découverte à Duntroon.

## Étymologie
Cette espèce est nommée en l'honneur de Brian John Marples.

## Publication originale
- Todd, 1945 : Systematic and biological account of the New Zealand Mygalomorphae (Arachnida). Transactions and Proceedings of the Royal Society of New Zealand, vol. 74, p. 375-407 (texte intégral).